# Ingo Borkowski
Ingo Borkowski (Potsdam, RDA, 2 de octubre de 1971) es un deportista alemán que compitió en vela en la clase Soling. 
Participó en dos Juegos Olímpicos de Verano, obteniendo una medalla de plata en Sídney 2000, en la clase Soling (junto con Gunnar Bahr y Jochen Schümann), y el séptimo lugar en Pekín 2008.
Ganó una medalla de plata en el Campeonato Mundial de Soling de 1997 y cuatro medallas en el Campeonato Europeo de Soling entre los años 1997 y 2015.

## Palmarés internacional
| \| Juegos Olímpicos \| Juegos Olímpicos \| Juegos Olímpicos \| Juegos Olímpicos \| \| Año \| Lugar \| Medalla \| Clase \| \| ------------------ \| --------------------- \| ----------------- \| ---------------- \| \| 2000 \| Sídney (Australia) \| Medalla de plata \| Soling \| \| Campeonato Mundial \| \| \| \| \| Año \| Lugar \| Medalla \| Clase \| \| 1999 \| Melbourne (Australia) \| Medalla de plata \| Soling \| \| Campeonato Europeo \| \| \| \| \| Año \| Lugar \| Medalla \| Clase \| \| 1997 \| Troon (Reino Unido) \| Medalla de oro \| Soling \| \| 1998 \| Izola (Eslovenia) \| Medalla de bronce \| Soling \| \| 1999 \| Sandefjord (Noruega) \| Medalla de bronce \| Soling \| \| 2015 \| Berlín (Alemania) \| Medalla de oro \| Soling \| |                       |                   |        |
| Juegos Olímpicos |                       |                   |        |
| Año | Lugar                 | Medalla           | Clase  |
| 2000 | Sídney (Australia)    | Medalla de plata  | Soling |
| Campeonato Mundial |                       |                   |        |
| Año | Lugar                 | Medalla           | Clase  |
| 1999 | Melbourne (Australia) | Medalla de plata  | Soling |
| Campeonato Europeo |                       |                   |        |
| Año | Lugar                 | Medalla           | Clase  |
| 1997 | Troon (Reino Unido)   | Medalla de oro    | Soling |
| 1998 | Izola (Eslovenia)     | Medalla de bronce | Soling |
| 1999 | Sandefjord (Noruega)  | Medalla de bronce | Soling |
| 2015 | Berlín (Alemania)     | Medalla de oro    | Soling |